# Anthidium nursei
Anthidium nursei là một loài Hymenoptera trong họ Megachilidae. Loài này được Cockerell mô tả khoa học năm 1922.